# Ernst Rudolf Anders
Ernst Rudolf Anders (* 5. August 1872 in Dresden; † 6. Mai 1937 in Lakehurst, New Jersey, Vereinigte Staaten) war ein deutscher Unternehmer. Er war bis zu seinem Tod beim Absturz der LZ 129 „Hindenburg“ Mitinhaber der heutigen Teekanne GmbH.

## Leben

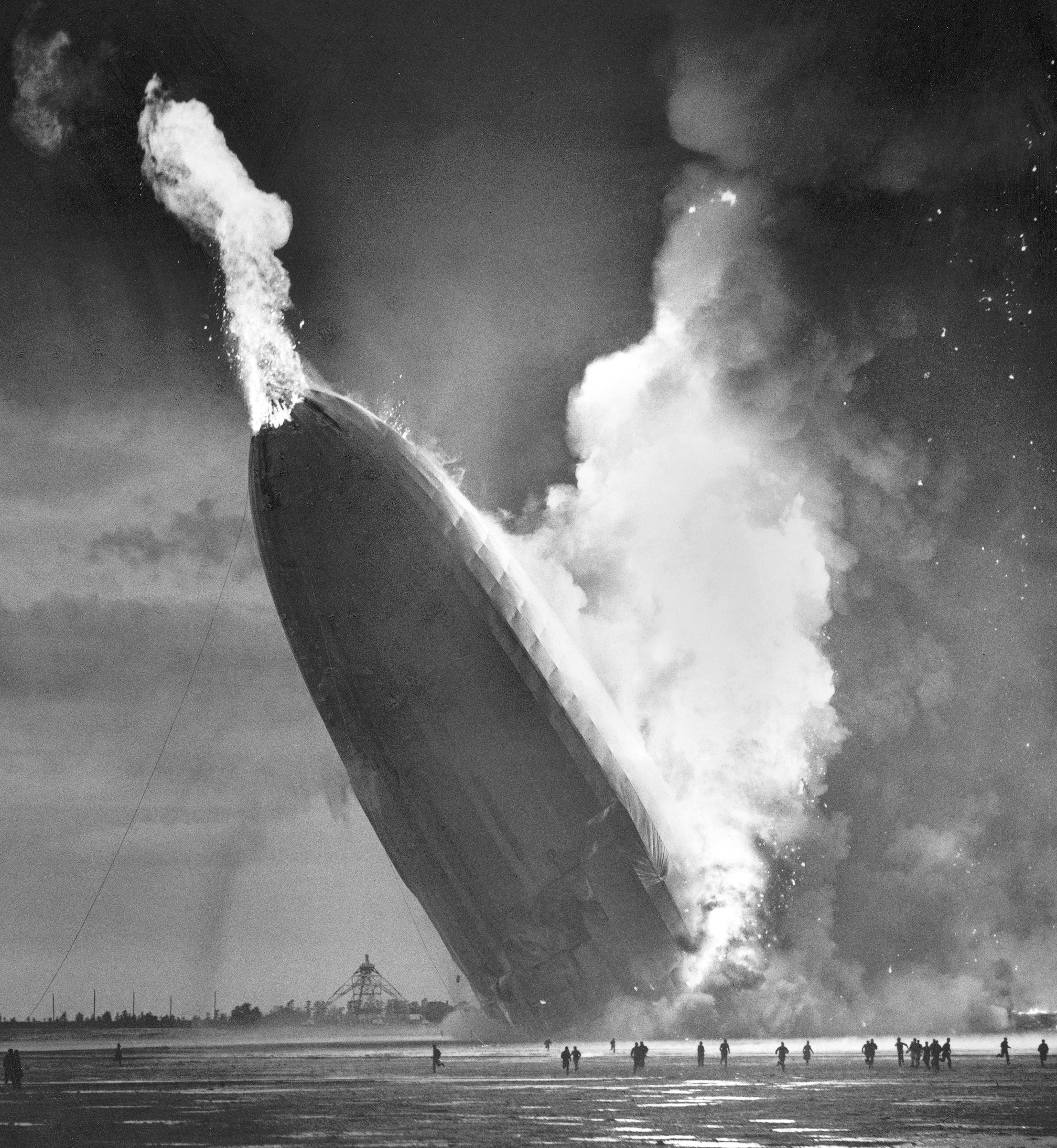
Die brennende LZ 129, in der Ernst Rudolf Anders 1937 den Tod fand.

Ernst Rudolf Anders war der Enkel des Komponisten Carl Friedrich Zöllner und besuchte das Claus’sche Institut und anschließend die Klemisch’sche Handlungsakademie in Dresden. Danach schloss sich für ihn von 1887 bis 1890 eine dreijährige kaufmännische Lehre an. Seine erste Stelle nahm er bis 1893 als Korrespondent bei der Kolonialwaren-Großhandlung Schlegel & Dreher Nachfolger in Dresden wahr. Im April 1893 trat Ernst Rudolf Anders in die Tee-Abteilung der 1882 gegründeten Firma R. Seelig & Hille in Dresden ein und wurde mit der Außen- und Verkaufsorganisation betraut. Gemeinsam mit Eugen Nissle erwarb er im Jahre 1898 die Firma. Beide verkauften als erste Unternehmer im Deutschen Reich in größerem Umfang fertig gemischten und abgemessenen Tee, was ihnen ermöglichte, gleichbleibende Qualität des Tees, unabhängig von den jährlichen Erntedifferenzen zu liefern. Dies wurde bald zum Schwerpunkt des Unternehmens und führte zur weltweiten Anerkennung der Firma. Ernst Rudolf Anders war u. a. Mitglied des Deutschen Teeverbandes und Aufsichtsrats-Mitglied der Teapot Comp. Ltd. Warschau. 
Er war mit Else Anders verheiratet und hatte einen Sohn und eine Tochter. Die Familie wohnte in Dresden-Blasewitz, Baumschulenstraße 19. Im Frühjahr 1937 plante er mit seinem Sohn Rolf eine USA-Reise mit dem Zeppelin LZ 129 „Hindenburg“. 14 Tage vor Reisebeginn entschied Anders, die vorgebuchte Fahrkarte seines Sohnes zu stornieren und ihn stattdessen mit einem Dampfer in die USA zu schicken. Als Grund gab er an: „Ich will nicht, dass zwei von derselben Familie auf einem Luftschiff sind.“ Am 3. Mai 1937 trat er mit dem Zeppelin auf dem Rhein-Main-Flughafen in Frankfurt am Main die Reise an. Als der Zeppelin am 6. Mai bei der Landung in Lakehurst durch eine Entzündung der Wasserstofffüllung zerstört wurde, gehörte er zu den 35 Todesopfern der 97 Menschen an Bord. Sein Sohn Rolf Anders kam dank der Entscheidung seines Vaters wohlbehalten in den USA an. Er übernahm den väterlichen Anteil am Teekanne-Unternehmen in Dresden.